# Frederikssunds kommun
Frederikssunds kommun (danska: Frederikssund Kommune) är en kommun i Region Hovedstaden i Danmark. Kommunens centralort är staden Frederikssund.

## Administrativ historik
Frederikssunds kommun, slogs vid danska kommunreformen 2007 samman med Skibby kommun, Jægerspris kommun och Slangerups kommun (utom valdistriktet Uvelse, som uppgått i Hilleröds kommun). Alla dessa kommuner tillhörde Frederiksborgs amt. Efter sammanslagningen har man behållit kommunnamnet Frederikssund.

## Geografi
Frederikssunds kommun ligger på ömse sidor av Roskildefjorden. Den gränsar på den östra sidan till Halsnæs, Hillerøds, Allerøds och Egedals kommuner. Den västra kommundelen består av halvön Hornsherred mellan Isefjorden och Roskildefjorden. Där gränsar kommunen i söder till Lejre kommun i Region Själland.
Största orter i kommunen är Frederikssund, Slangerup, Jægerspris och Skibby.

## Politik
Vid valet 2005 fick socialdemokraterna majoriteten och borgmästare blev Ole Find Jensen.

## Bilder

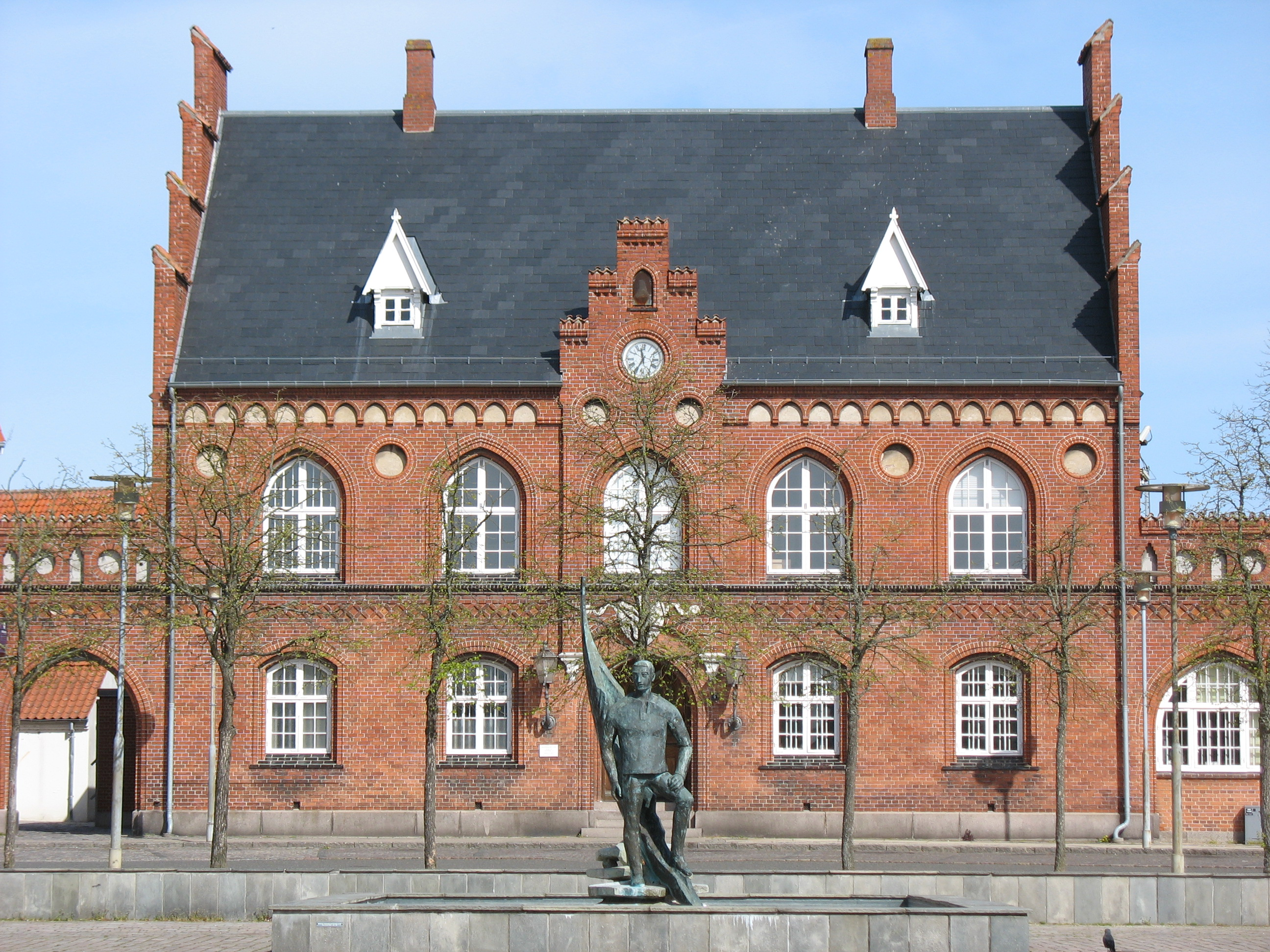
Gamla rådhuset i Frederikssund.
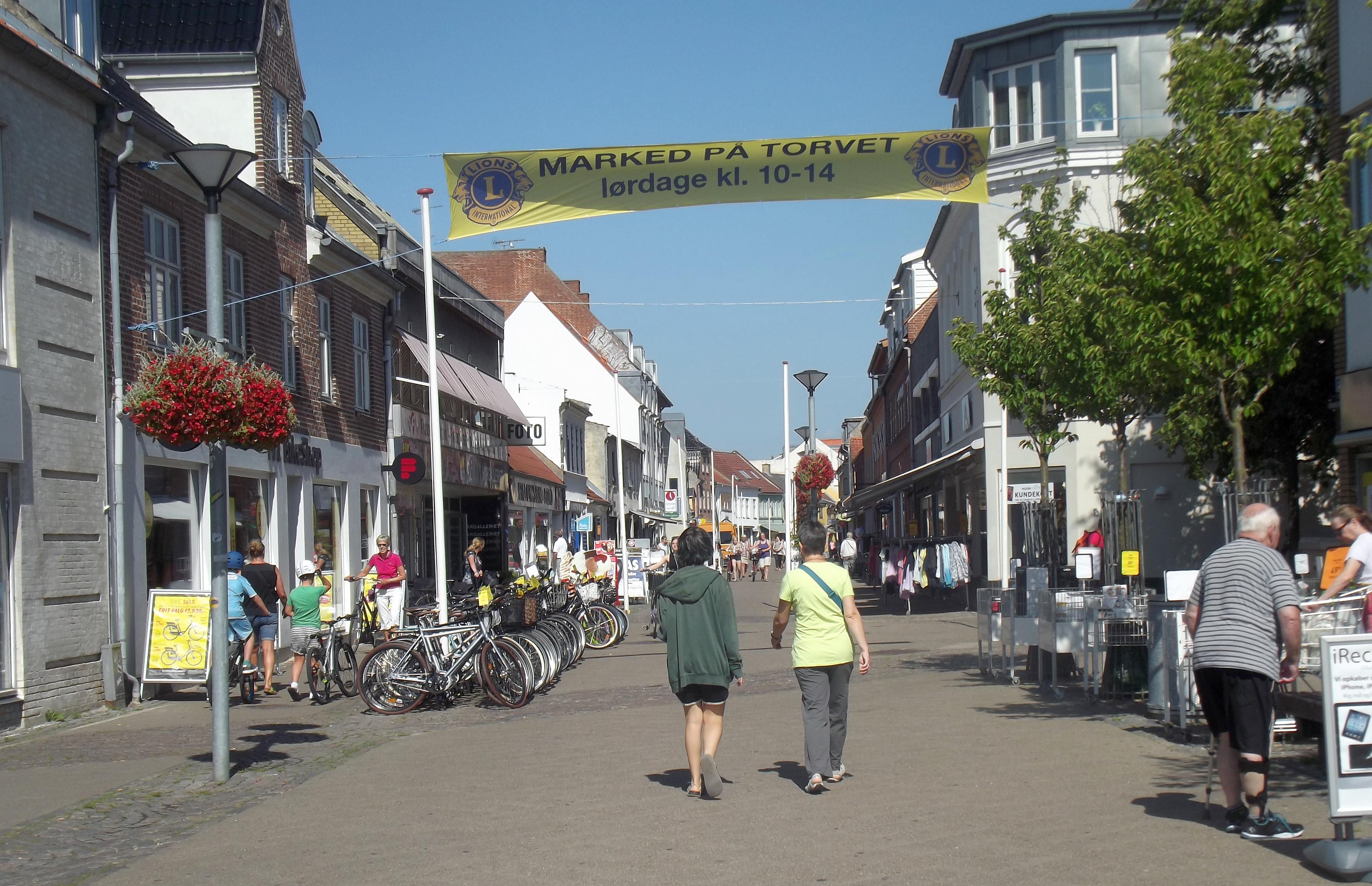
Frederikssunds marknad 2015.